# Songé (dans)
Songé is een dans in Suriname die zijn oorsprong kent onder Aukaners.
De dansers hebben aan hun enkels en polsen schudinstrumenten waardoor ze zich met hun danspassen ritmisch begeleiden. Daarnaast worden ze begeleid met de apintiedrum.